# Aomori (thành phố)
Aomori (青森市 (Thanh Sâm thị)) là thành phố và thủ phủ thuộc tỉnh Aomori, Nhật Bản. Tính đến ngày 1 tháng 10 năm 2020, dân số ước tính thành phố là 275.192 người và mật độ dân số là 330 người/km2. Tổng diện tích thành phố là 824,61 km2.

## Lịch sử
Trước thời kì Edo, Aomori chỉ là một làng cá nhỏ được gọi là Thiện Tri Điểu thôn (善知鳥村). Làng này được coi như một cảng biển vào năm 1612 bởi Moriyama Yashichirō, quan phụ trách việc phát triển cảng biển. Cái tên Aomori đã được đặt cho thành phố vào thời gian này. Trong suốt thời kì Edo, nơi quan trọng nhất của vùng Tsugaru là Hirosaki, và Aomori đóng vai trò như một cảng biển và trung tâm thương mại đối với vùng đất này.
Trong cuộc cải cách Minh Trị, vào tháng 7 năm 1871, Aomori trở thành một phần của tỉnh Hirosaki. Vào tháng 9 năm đó, tỉnh Hirosaki (bao gồm cả phần đất ngày nay của tỉnh Aomori) được thành lập. Tuy nhiên, tỉnh lỵ đã chuyển từ thành phố Hirosaki về Aomori và tên tỉnh đổi thành Aomori.

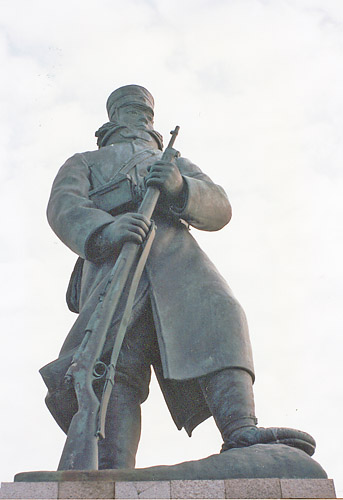
Bức tượng tưởng nhớ ký ức về 200 quân sĩ năm 1902 tại núi Hakkoda

Vào mùa đông năm 1902, hơn 200 quân lính đã thiệt mạng trong lúc đang cố sức vượt qua dãy núi Hokkoda trong một buổi tập quân sự. Đây là một phần của việc chuẩn bị cho Chiến tranh Nga-Nhật và cần có kinh nghiệm trong môi trường lạnh mùa đông. Nguyên nhân là do trong công tác chuẩn bị không tốt và năng lực chỉ huy quá yếu kém.
Năm 1945, thành phố cũng từng bị không quân Hoa Kỳ đánh bom.
Sự phát triển nên một thành phố Aomori hiện đại là do sự điều hành tỉnh lỵ và phà Seikan của Bộ trưởng Hoả xa, làm đường tàu quốc gia Nhật Bản nối giữa cảng Aomori với cảng Hakodate ở Hokkaidō. Từ Tokyo đến Aomori có 2 đường tàu được xây dựng: đường Ou nối giữa thành phố Akita với thành phố Yamagata và đường Tōhoku nối giữa thành phố Morioka, thành phố Sendai với thành phố Fukushima. Aomori là thành phố tỉnh lỵ duy nhất ở Nhật Bản không có một trường đại học quốc lập nào.

## Địa lý
Thành phố đối diện với Vịnh Mutsu, nằm trên đường nối eo biển Tsugaru và dãy Hakkoda ở phía Nam của tỉnh Aomori. Trước khi đường hầm Seikan đi vào hoạt động, lối chính vào đảo Honshu từ là phải đi bằng phà từ Hokkaidō tới thành phố Hakodate.

### Đô thị lân cận
Tỉnh Aomori
- Fujisaki
- Goshogawara
- Hirakawa
- Hiranai
- Itayanagi
- Kuroishi
- Shichinohe
- Towada
- Yomogita

### Khí hậu
Khí hậu ở Aomori gần như luôn ở mùa đông với tuyết và lạnh lẽo. Thành phố và phụ cận luôn có tuyết rơi rất dày, có thể nói là tuyết nặng hạt nhất trong các thành phố Nhật Bản. Ví dụ như, kỉ lục về độ dày của tuyết ở thành phố này là 196 cm năm 1981. Kỷ lục hiện nay thuộc về Sapporo với 164 cm, ghi vào năm 1939.
| Dữ liệu khí hậu của thành phố Aomori     | Dữ liệu khí hậu của thành phố Aomori | Dữ liệu khí hậu của thành phố Aomori | Dữ liệu khí hậu của thành phố Aomori | Dữ liệu khí hậu của thành phố Aomori | Dữ liệu khí hậu của thành phố Aomori | Dữ liệu khí hậu của thành phố Aomori | Dữ liệu khí hậu của thành phố Aomori | Dữ liệu khí hậu của thành phố Aomori | Dữ liệu khí hậu của thành phố Aomori | Dữ liệu khí hậu của thành phố Aomori | Dữ liệu khí hậu của thành phố Aomori | Dữ liệu khí hậu của thành phố Aomori | Dữ liệu khí hậu của thành phố Aomori |
| Tháng                                    | 1                                    | 2                                    | 3                                    | 4                                    | 5                                    | 6                                    | 7                                    | 8                                    | 9                                    | 10                                   | 11                                   | 12                                   | Năm                                  |
| ---------------------------------------- | ------------------------------------ | ------------------------------------ | ------------------------------------ | ------------------------------------ | ------------------------------------ | ------------------------------------ | ------------------------------------ | ------------------------------------ | ------------------------------------ | ------------------------------------ | ------------------------------------ | ------------------------------------ | ------------------------------------ |
| Cao kỉ lục °C (°F)                       | 13.5 (56.3)                          | 17.1 (62.8)                          | 21.4 (70.5)                          | 28.3 (82.9)                          | 33.6 (92.5)                          | 33.5 (92.3)                          | 35.9 (96.6)                          | 36.7 (98.1)                          | 36.1 (97.0)                          | 30.5 (86.9)                          | 24.1 (75.4)                          | 21.1 (70.0)                          | 36.7 (98.1)                          |
| Trung bình ngày tối đa °C (°F)           | 1.8 (35.2)                           | 2.7 (36.9)                           | 6.8 (44.2)                           | 13.7 (56.7)                          | 18.8 (65.8)                          | 22.1 (71.8)                          | 26.0 (78.8)                          | 27.8 (82.0)                          | 24.5 (76.1)                          | 18.3 (64.9)                          | 11.2 (52.2)                          | 4.5 (40.1)                           | 14.9 (58.8)                          |
| Trung bình ngày °C (°F)                  | −0.9 (30.4)                          | −0.4 (31.3)                          | 2.8 (37.0)                           | 8.5 (47.3)                           | 13.7 (56.7)                          | 17.6 (63.7)                          | 21.8 (71.2)                          | 23.5 (74.3)                          | 19.9 (67.8)                          | 13.5 (56.3)                          | 7.2 (45.0)                           | 1.4 (34.5)                           | 10.7 (51.3)                          |
| Tối thiểu trung bình ngày °C (°F)        | −3.5 (25.7)                          | −3.3 (26.1)                          | −0.8 (30.6)                          | 4.1 (39.4)                           | 9.4 (48.9)                           | 14.1 (57.4)                          | 18.6 (65.5)                          | 20.0 (68.0)                          | 15.8 (60.4)                          | 9.1 (48.4)                           | 3.4 (38.1)                           | −1.4 (29.5)                          | 7.1 (44.8)                           |
| Thấp kỉ lục °C (°F)                      | −23.5 (−10.3)                        | −24.7 (−12.5)                        | −18.4 (−1.1)                         | −12.2 (10.0)                         | −1.4 (29.5)                          | 4.0 (39.2)                           | 6.5 (43.7)                           | 8.9 (48.0)                           | 3.0 (37.4)                           | −2.4 (27.7)                          | −12.1 (10.2)                         | −20.6 (−5.1)                         | −24.7 (−12.5)                        |
| Lượng Giáng thủy trung bình mm (inches)  | 139.9 (5.51)                         | 99.0 (3.90)                          | 75.2 (2.96)                          | 68.7 (2.70)                          | 76.7 (3.02)                          | 75.0 (2.95)                          | 129.5 (5.10)                         | 142.0 (5.59)                         | 133.0 (5.24)                         | 119.2 (4.69)                         | 137.4 (5.41)                         | 155.2 (6.11)                         | 1.350,7 (53.18)                      |
| Lượng tuyết rơi trung bình cm (inches)   | 195 (77)                             | 141 (56)                             | 64 (25)                              | 4 (1.6)                              | 0 (0)                                | 0 (0)                                | 0 (0)                                | 0 (0)                                | 0 (0)                                | 0 (0)                                | 23 (9.1)                             | 143 (56)                             | 567 (223)                            |
| Số ngày giáng thủy trung bình (≥ 0.5 mm) | 24.0                                 | 20.0                                 | 16.7                                 | 12.2                                 | 11.3                                 | 9.5                                  | 10.2                                 | 10.8                                 | 11.6                                 | 14.6                                 | 18.9                                 | 23.6                                 | 183.3                                |
| Độ ẩm tương đối trung bình (%)           | 78                                   | 76                                   | 70                                   | 65                                   | 71                                   | 78                                   | 80                                   | 78                                   | 76                                   | 73                                   | 73                                   | 78                                   | 75                                   |
| Số giờ nắng trung bình tháng             | 48.5                                 | 72.3                                 | 126.0                                | 179.1                                | 201.4                                | 180.0                                | 161.4                                | 178.0                                | 162.4                                | 144.4                                | 85.4                                 | 50.4                                 | 1.589,2                              |
| Nguồn: Cục Khí tượng Nhật Bản            |                                      |                                      |                                      |                                      |                                      |                                      |                                      |                                      |                                      |                                      |                                      |                                      |                                      |

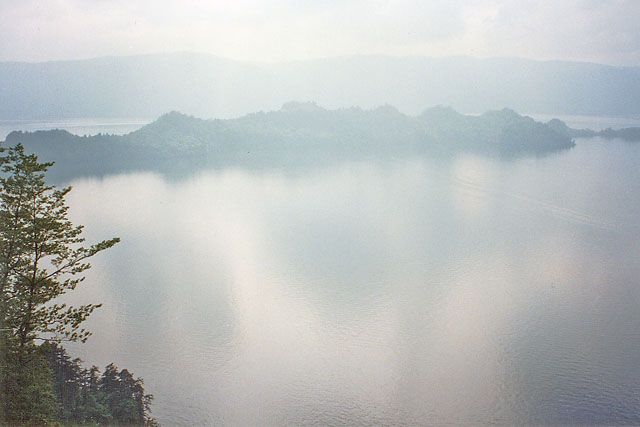
Hồ Towadako

Vào mùa hè, cơn gió Yamase thổi vào từ phía đông, làm cho khí hậu mát mẻ. Bên cạnh đó, lớp sương mù dày đặc cũng thường xuất hiện ở vùng núi. Chính vì lớp sương mù này, các chuyến bay tới sân bay Aomori thường bị huỷ bỏ.

## Giao thông
Sân bay quốc tế Aomori (thành lập năm 1964, trở thành sân bay quốc tế 1995), mất khoảng 30 phút đi từ thành phố, và luôn có xe buýt sân bay phục. Ở đây có các chuyến bay tới Tokyo, Itami (gần Osaka), Sân bay quốc tế Chubu (gần Nagoya), thành phố Sapporo, thành phố Fukuoka và Seoul, Hàn Quốc (Korean Air). Vào mùa hè, cũng có các chuyến bay tới nước Nga (Dalavia Far East Airways).
Ga xe lửa Aomori ở nằm ở khu ngoại ô, gần cảng Aomori. Ga tàu này thuộc Công ty Đường sắt Đông Nhật Bản, là ga cuối cùng của đường tàu Tohoku và Ōu. Công ty đường sắt Hokkaido cũng khai thác tuyến tàu đến Hachinohe trên đoạn đường Tohoku này, ngoài ra công ty còn sở hữu đoạn đường Tsugaru Kaikyo để đi về phía bắc bằng cách đi qua đường hầm Seikan đến Hokkaido.
Phà đến Hakodate thuộc Phà Seikan luôn sẵn có, và mất khoảng 4 giờ để đi từ Aomori đến Hakodate bằng phà.

## Cảnh quan

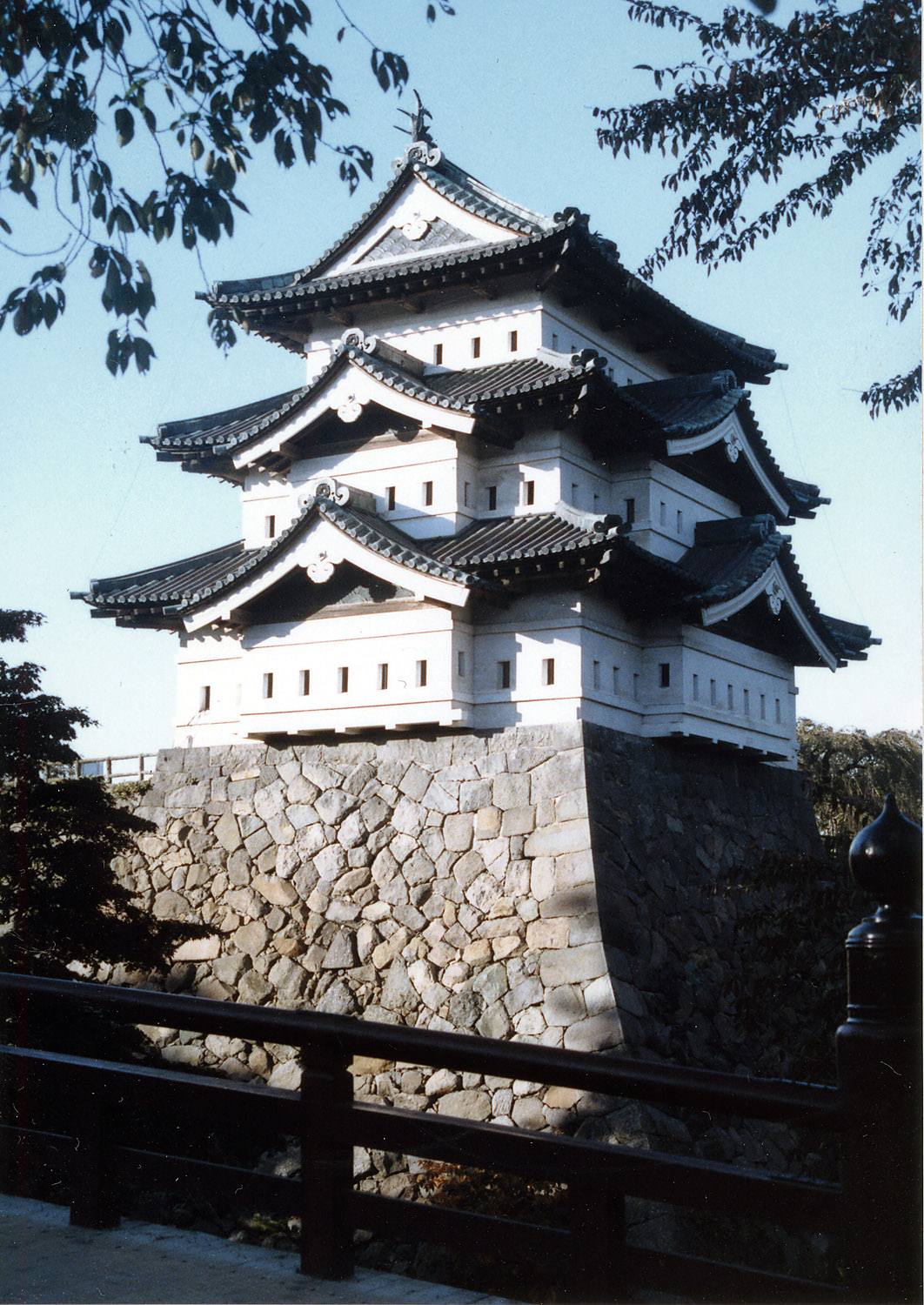
Lâu đài Hirosaki

Aomori Nebuta là một lễ hội nổi tiếng từ 2 tháng 8 đến 7 tháng 8 hàng năm. Bên cạnh đó, những di tích, bảo tàng và những dãy núi cũng là những sự thu hút du khách đến đây. Dãy Hakkoda là một địa chỉ hay để tham quan với nhiều suối khoáng nóng. Aomori cũng có nhiều suối nước nóng khác, như là Asamushi và Sukayu.
- Asupamu
- Bảo tàng nghệ thuật Munakata Shiko
- Bảo tàng Lâm nghiệp Aomori
- Bảo tàng dân tộc Aomori
- Bảo tàng lịch sử và nghệ thuật dân gian Aomori
- Bảo tàng Nebuta-no-sato

## Thể thao
Aomori đã 2 lần là chủ nhà cuộc thi môn đánh bi đá trên băng (curling) quốc tế trong năm 2003, và đội tuyển nữ Aomori được chọn đại diện cho nước Nhật tại Thế vận hội mùa đông 2006 ở Torino, (Ý). Từ 17 tháng 3 đến 25 tháng 3 năm 2007, Giải vô địch curling nữ quốc tế sẽ được tổ chức ở đây.